# Luis Bonne Bonne
Luis Bonne Bonne (Santiago de Cuba, Cuba, 26 de agosto de 1842 - Ibídem, 18 de junio de 1917) fue un militar y patriota cubano.

## Síntesis biográfica
Luis Bonne Bonne nació en la importante ciudad de Santiago de Cuba, Cuba, el 26 de agosto de 1842, en una familia de raíces francesas. Sus padres eran primos, por eso posee los mismos apellidos: “Bonne Bonne”.
El 10 de octubre de 1868, estalló la Guerra de los Diez Años (1868-1878), primera guerra por la independencia de Cuba. Bonne, quien por aquel entonces, tenía 26 años, se incorporó al Ejército Libertador de Cuba.
Dicha guerra terminó, oficialmente, el 10 de febrero de 1878, con el Pacto del Zanjón. Por esa época, Bonne ya era Capitán de la escolta del Coronel José Maceo. Tras el fin de la guerra, se preparó una nueva, para continuar la lucha por la independencia. La Guerra Chiquita (1879-1880), también terminó en fracaso para los cubanos, y el ya Comandante Bonne depuso las armas, el 1 de junio de 1880.
Durante la llamada Tregua Fecunda (1880-1895), se desarrolló toda una serie de conspiraciones, por parte de los cubanos, en el intento de iniciar una nueva guerra por la independencia de Cuba. En dicho contexto, ocurrió la conspiración que pasó a la historia como la Paz del Manganeso, en 1890, en la cual participó el Comandante Bonne.
Con el paso de los años, los independentistas cubanos fueron dejando a un lado sus diferencias y se unieron en el Partido Revolucionario Cubano, encabezado por José Martí. Dicho partido, dio la orden de alzamiento a inicios de 1895. Finalmente, el 24 de febrero de dicho año, estalló la Guerra Necesaria (1895-1898), a la cual se sumó Bonne, con los grados de Teniente Coronel.
Ascendido a Coronel, en agosto de 1895, Bonne participó en numerosas acciones combativas en la región oriental de Cuba, nuevamente bajo las órdenes del Mayor general José Maceo. Precisamente, el Coronel Bonne se encontraba entre las tropas de José Maceo, el 5 de julio de 1896, en la Batalla de Loma del Gato, donde murió dicho general.
Bonne, nombrado jefe de la “Brigada del Caney”, fue ascendido a General de Brigada (Brigadier), el 12 de enero de 1897. La guerra terminó en agosto de 1898. El Brigadier Bonne se licenció del Ejército Mambí, el 8 de septiembre de ese mismo año, con la categoría de “Jefe Excedente”. En total, recibió diez heridas de bala, durante las tres guerras.
Tras el establecimiento de la República, el Brigadier Bonne no ocupó cargos públicos. Se retiró a vivir en su ciudad natal, donde falleció, el 18 de junio de 1917, a los 74 años de edad.